# Otroška smola
Otroška smola ali mekonij je prva stolica novorojenčka po rojstvu, ki je nastala v otrokovem prebavnem traktu že v maternici, in sicer iz snovi, ki jih je plod pogoltnil s plodovnico (lasje, mrtve celice, voda). Vsebuje tudi jetrne produkte, ki so v črevo prišli z žolčem.
Otroška smola je črnozelene barve, brez vonja, mazava in je za razliko od kasnejšega blata sterilna. Novorojenček praviloma iztrebi otroško smolo v prvih dveh dnevih po porodu. Izostanek otroške smole kaže na nepravilnosti v otrokovih prebavilih. Kadar pride do zapore v vitem črevesu zaradi goste in lepljive otroške smole, govorimo o mekonijskem ileusu; običajno je to prvi znak cistične fibroze.
Do izločitve otroške smole lahko pride tudi že v maternici pred porodom ali med njim. Pri tem lahko pride do vdiha plodovnice, ki vsebuje mekonij.